# The Click (álbum)
The Click é o segundo álbum de estúdio da banda americana AJR. Foi lançado em 9 de junho de 2017, pela AJR Productions e S-Curve Records, posteriormente lançado internacionalmente pela Ultra Records e Black Butter Records. O álbum segue os trabalhos anteriores do trio, mantendo uma sonoridade pop com elementos de hip-hop, dance music eletrônica e jazz. Incluindo uma participação especial de Rivers Cuomo da banda Weezer.
Foi influenciado pelo EP de cinco faixas What Everyone's Thinking de setembro de 2016, que teve os singles "I'm Not Famous" e "Weak"; que mais tarde foram incluidas no The Click, ao lado de singles mais recentes, incluindo "Sober Up". Em 21 de setembro de 2018 foi lançada a "Edição Deluxe", com o single "Burn the House Down" e uma versão acústica da música "Pretender" uma colaboração com Steve Aoki e Lil Yachty. "The Good Part" foi lançado retroativamente como single em 2021 após se tornar "viral". Para promover o álbum, AJR realizou a The Click Tour com 46 datas ao longo de 2018, publicando adicionalmente videoclipes para dez músicas do álbum.

## Faixas
Todas as faixas foram escritas por Adam Met, Jack Met e Ryan Met, exceto onde indicado.
| Edição padrão  |                                 |                    |         |  |
| N.º            | Título                          | Compositor(es)     | Duração |  |
| 1.             | "Overture"                      |                    | 3:34    |  |
| 2.             | "The Good Part"                 |                    | 3:47    |  |
| 3.             | "Weak"                          |                    | 3:21    |  |
| 4.             | "Sober Up" (feat. Rivers Cuomo) | AJR e Rivers Cuomo | 3:38    |  |
| 5.             | "Drama"                         |                    | 3:24    |  |
| 6.             | "Turning Out"                   |                    | 4:20    |  |
| 7.             | "No Grass Today"                |                    | 4:20    |  |
| 8.             | "Three-Thirty"                  |                    | 3:30    |  |
| 9.             | "Call My Dad"                   |                    | 2:15    |  |
| 10.            | "I'm Not Famous"                |                    | 3:40    |  |
| 11.            | "Netflix Trip"                  |                    | 3:57    |  |
| 12.            | "Bud Like You"                  |                    | 3:50    |  |
| 13.            | "Come Hang Out"                 |                    | 4:26    |  |
| Duração total: | Duração total:                  | Duração total:     | 48:07   |  |

| Edição Deluxe faixas bônus |                        |                              |         |  |
| N.º                        | Título                 | Compositor(es)               | Duração |  |
| 14.                        | "Burn the House Down"  |                              | 3:32    |  |
| 15.                        | "Role Models"          |                              | 3:12    |  |
| 16.                        | "Normal"               |                              | 3:05    |  |
| 17.                        | "Pretender (acoustic)" | Steve Aoki, Lil Yachty e AJR | 3:01    |  |
| Duração total:             | Duração total:         | Duração total:               | 60:57   |  |